# حلمی معاطی
حلمی معاطی (انگلیسی: Helmi Maati؛ – ۶ ژوئیه ۱۹۹۷) بازیکن فوتبال اهل مصر بود.
وی همچنین در تیم ملی فوتبال مصر بازی کرده‌است.